# Вилков Сергій Валентинович
Сергі́й Валенти́нович Ви́лков (нар. 8 серпня 1973, Красногірка (Новоград-Волинський район)) — український юрист, адвокат, третій голова Вищої кваліфікаційно-дисциплінарної комісії адвокатури.

## Біографія
Сергій Вилков народився 8 серпня 1973 року у сел. Красногірка Ємільчинського району Житомирської області.
З 1991 по 1993 роки проходив строкову службу в Збройних силах України.
Закінчив Академію адвокатури України та отримав вищу юридичну освіту за спеціальністю «Правознавство», здобувши освітній ступінь «магістр права».
У 2006 році отримав свідоцтво про право на зайняття адвокатською діяльністю. Відтоді практикує в галузях кримінального, цивільного, трудового, адміністративного, господарського права.
З 2012 року включений до реєстру адвокатів, які надають безоплатну правову допомогу на постійній основі (за контрактом).
З вересня 2016 по січень 2019 року — голова Ревізійної комісії адвокатів м. Києва.
З жовтня 2016 по грудень 2019 — заступник голови комітету НААУ з питань координації надання правової допомоги учасникам антитерористичної операції, членам їх сімей та переселенцям.
З листопада 2016 по грудень 2019 — голова Комітету НААУ з питань безоплатної правової допомоги.
Брав участь у підготовці Правил адвокатської етики. Входив до складу робочої групи, яка розробляла Стандарти якості надання безоплатної вторинної правової допомоги у цивільному, адміністративному процесах та представництва у кримінальному процесі. Після узгодження із НААУ ці стандарти були затверджені Міністерством юстиції України.
У лютому 2019 року З'їздом адвокатів України обраний на посаду голови Вищої кваліфікаційно-дисциплінарної комісії адвокатури. 15 листопада 2024 року Рада адвокатів України задовольнила заяву Сергія Вилкова про складення повноважень голови Вищої кваліфікаційно-дисциплінарної комісії адвокатури.
У 2019 році захистив дисертацію на здобуття наукового ступеню кандидата юридичних наук за темою «Адміністративно-правові засади організації надання адвокатами безоплатної правової допомоги» (спеціальність 12.00.07 — адміністративне право і процес; фінансове право; інформаційне право). За темою дослідження у 2021 році побачила світ монографія.

## Професійне визнання
- У 2017 році нагороджений найвищою відзнакою адвокатури України — нагрудним знаком «Видатний адвокат України»;
- У 2021 році з нагоди 25-ї річниці прийняття Конституції присвоєно почесне звання «Заслужений юрист України»[7];
- У 2021 році одному з перших вручено нагрудний знак НААУ «Захисник адвокатури»[8].